# Socialistalliancen
Bandalag Jafnaðarmanna (dansk: Socialistalliancen) var et islandsk parti, der blev etableret i 1983 af Vilmundur Gylfason, der var tidligere justits- og undervisningsminister og altingsmedlem for Islands Socialdemokratiske Parti, som han havde medlt sig ud af året før i protest mod partiets borgerliggørelse og pro-amerikanske udenrigspolitik. Gylfason brugte en kontant og konfrontatorisk stil overfor sine modstandere, hvilket resulterede i stor tilslutning. Ved altingsvalget 1983 fik partiet 7,3% af stemmene og fire mandater. Senere på året begik Gylfason selvmord og efterfølgende gik partiet langsomt i opløsning. Ved valget i 1987 fik Socialistalliancen 0,2% af stemmerne og ingen repræsentation, hvorefter den blev nedlagt.